# Poillé-sur-Vègre
Poillé-sur-Vègre là một xã thuộc tỉnh Sarthe trong vùng Pays-de-la-Loire phía tây bắc nước Pháp. Xã này nằm ở khu vực có độ cao từ 38-96 mét trên mực nước biển.
Thị trấn nằm ở hữu ngạn sông Vègre, sông tạo thành ranh giới đông bắc và đông nam thị trấn.